# Ginnastica ritmica ai Giochi mondiali 2022
Le competizioni di Ginnastica ritmica ai Giochi mondiali 2022 si sono svolte dal 12 al 13 luglio 2022 al University of Alabama Birmingham di Birmingham in Alabama, negli Stati Uniti d'America. L'evento era originariamente stato calendarizzato nel luglio 2021, ma i Giochi mondiali sono stati riprogrammati per l'anno successivo a seguito del rinvio dei Giochi olimpici estivi di Tokyo 2020, dovuto all'insorgere dell'emergenza sanitaria causata dalla pandemia di COVID-19.

## Podi
| Specialità          | Oro            | Argento        | Bronzo                |
| Cerchio (dettagli)  | Boryana Kaleyn | Sofia Raffaeli | Fanni Pigniczki       |
| Palla (dettagli)    | Daria Atamanov | Sofia Raffaeli | Fanni Pigniczki       |
| Clavette (dettagli) | Sofia Raffaeli | Daria Atamanov | Ekaterina Vedeneeva   |
| Nastro (dettagli)   | Daria Atamanov | Boryana Kaleyn | Viktoriia Onopriienko |

## Medagliere
| Posiz. | Nazione  | Oro | Argento | Bronzo | Totale |
| ------ | -------- | --- | ------- | ------ | ------ |
| 1      | Israele  | 2   | 1       | 0      | 3      |
| 2      | Italia   | 1   | 2       | 0      | 3      |
| 3      | Bulgaria | 1   | 1       | 0      | 2      |
| 4      | Ungheria | 0   | 0       | 2      | 2      |
| 5      | Slovenia | 0   | 0       | 1      | 1      |
| 5      | Ucraina  | 0   | 0       | 1      | 1      |
| Totale | Totale   | 4   | 4       | 4      | 12     |